# Катастрофа Як-40 в Бердянске
Катастрофа Як-40 в Бердянске — авиационная катастрофа, произошедшая пятничным утром 19 июня 1987 года близ Бердянска. Авиалайнер Як-40 Запорожского ОАО предприятия «Аэрофлот» завершал регулярный внутренний рейс Н-528, но при посадке в Бердянском аэропорту в сложных погодных условиях лайнер приземлился в середине взлётно-посадочной полосы. Экипаж решил взлетать, но вскоре лайнер выкатился за пределы ВПП, после чего снёс будку, зацепил деревья, съехал на шоссе и выскочил на поле, перевернувшись и разрушившись. Из находившихся на его борту 29 человек — 24 пассажиров и 5 членов экипажа, погибли 8 человек, выжил 21.
Согласно результатам расследования, причинами катастрофы явились нарушения правил полётов экипажем, правил управления воздушным движением диспетчерами УВД и неудовлетворительный уровень организации метеообеспечения и УВД.

## Самолёт
Як-40 с бортовым номером 87826 (заводской — 9241824, серийный — 24-18) был выпущен Саратовским авиационным заводом в 1972 году и передан Министерству гражданской авиации, которое к 17 ноября направило его в Запорожский авиаотряд Украинского управления гражданской авиации.

## Экипаж
Состав экипажа рейса Н-528 был из 100-го лётного отряда, в состав которого входили 5 человек:

## Катастрофа
Самолёт пилотировал экипаж из 100-го лётного отряда, командиром (КВС) экипажа был Виктор Кучер, а в салоне лайнера работали две стюардессы: Неонила Гореева и Ирина Колесник. Ранее в этот день экипаж уже выполнил рейс Н-551 из Запорожья в Одессу, теперь же предстояло выполнить рейс Н-528 из Одессы в Бердянск. После проведения предполётной подготовки экипаж получил прогноз погоды в Бердянске, согласно которому ожидалась 7-балльная кучевая облачность высотой 800 метров и с верхней границей 8 километров, дымка, ливневый дождь, гроза, ветер северо-северо-восточный умеренный, видимость 6 километров. Получив такой прогноз погоды, командир принял решение на вылет. 19 июня 1987 года в 10:07 МСК рейс Н-528 с 24 пассажирами и 5 членами экипажа вылетел из Одесского аэропорта, а рейс выполнял Як-40 борт СССР-87926, летящий из Одессы в Бердянск. Набрав высоту, лайнер занял эшелон полёта 6300 метров. Всего на его борту находились 29 человек: 24 пассажира и 5 членов экипажа.
В 10:58:20 экипаж перешёл на связь с диспетчером КДП Бердянского аэропорта и доложил ему расчётное время прибытия, а также запросил фактическую погоду в аэропорту. В ответ диспетчер дал им погоду за 10:50 (сплошная облачность высотой от 210 метров, умеренный восточно-северо-восточный ветер, видимость 4 километра), а также указал давление аэродрома (749 мм рт. ст.) и что посадка будет осуществляться по курсу 90°, при этом предупредив о влажной ВПП. В 11:08:15 с борта самолёта доложили о занятии высоты 2100 метров и запросили разрешение на дальнейшее снижение. В ответ диспетчер указал им, что они находятся в 75 километрах от аэропорта по азимуту 260° (западнее), а также дал команду пока сохранять высоту 2100 метров. Но так как самолёт летел в мощных дождевых облаках, то в 11:09:05 запросил разрешение снизиться, на что им было дано разрешение снижаться до высоты эшелона перехода 1200 метров. О занятии этой высоты было доложено в 11:10:55, когда самолёт находился в 65 километрах от аэропорта, а через 15 секунд (11:11:10) диспетчер разрешил снижаться до высоты круга 500 метров по давлению аэродрома. Экипаж начал выполнять снижение, при этом, в нарушение инструкций, не назвав, какую схему захода на посадку они выбрали.
В 11:11:46 диспетчеру КДП поступила информация от метеонаблюдателя, что с юго-запада подходит гроза, при этом видимость снизится до 2000 метров, а так как на БПРМ метеонаблюдатели отсутствовали, то метеорологический минимум аэропорта был 200×2500 метров, то есть ожидалось его нарушение. В таких условиях диспетчер должен был закрыть аэропорт и дать указание экипажу следовать на запасной аэродром, но он этого не сделал. В 11:12:27 метеонаблюдатель повторно доложил, что наблюдаются дымка и ливневый дождь, а видимость составляет 2000 метров, однако диспетчер КДП и на сей раз не стал закрывать аэропорт, а также замерять новые значения коэффициента сцепления в условиях ливня. Заместитель начальника аэропорта в тот день был за диспетчера ПДП (посадки), но он также не стал закрывать аэропорт и направлять рейс Н-528 на запасной аэродром, а заодно не сообщил диспетчеру КДП, что посадочный радиолокатор показывает наличие грозовых очагов, которые препятствовали выполнению захода по системе РСП. Не получив данных о реальной погодной обстановке, экипаж не смог принять своевременного решения уходить на запасной аэродром. Инженер-синоптик АМСГ при этом также нарушила инструкции, когда не сообщила о необходимости выезда метеонаблюдателя на БПРМ.
В 11:16:47 экипаж спросил, какая в аэропорту видимость и работает ли радиолокатор, на что диспетчер КДП ответил, что видимость составляет 2000 метров, а радиолокатор работает. Тогда экипаж принял решение садиться в аэропорту по системе РСП+ОСП по установленному для этой системы минимуму 80×1000 метров, не зная, что из-за грозовых возмущений эта система не работает. В 11:16:37 с диспетчером попыталась связаться метеонаблюдатель, которая намеревалась его предупредить о шторме, но тот сказал, что он занят, и не стал её слушать. В данной ситуации метеонаблюдателю стоило вновь связаться с диспетчером КДП, а также с диспетчером ПДП, но она этого не сделала. В 11:18:15 до аэропорта самолёту оставалось 20 километров, когда диспетчер КДП дал указание переходить на связь с диспетчером посадки (он же — заместитель начальника аэропорта).
В 15 километрах от аэропорта и на высоте 400 метров экипаж связался с диспетчером посадки и получил указание повернуть на курс 95°, так как их отнесло влево на 300 метров. Помимо этого, диспетчер посадки предупредил, что в 6 километрах от ВПП и ближе радиолокационный контроль отсутствует, что исключало заход на посадку по РСП, но экипаж не стал принимать решения о заходе по ОСП или уходе на второй круг. Затем в 11:20:15 пилоты получили информацию, что они вошли в глиссаду в 8600 метрах от ВПП на высоте 400 метров и точно на курсе, а также получили разрешение снижаться. Тогда экипаж доложил о выпуске шасси и о готовности к посадке, на что в 11:20:24 получил разрешение на посадку.
Тем временем диспетчер КДП связался с метеонаблюдателем и запросил у неё данные о погоде, на что та в 11:20:25 сообщила, что небо полностью затянуто дождевыми облаками высотой 210 метров, идёт ливень, гроза, дует умеренный западный ветер (попутный заходящему на посадку Як-40), видимость составляет 500 метров. Диспетчер КДП усомнился в видимости 500 метров и в 11:21 потребовал сделать контрольный замер. При этом ни диспетчер КДП, ни метеонаблюдатель не стали передавать диспетчеру посадки о сложных метеоусловиях, а потому тот не смог предупредить об этом экипаж.
Як-40 заходил на посадку с приборной скоростью 240—250 км/ч (хотя в таких условиях, согласно РЛЭ она должна составлять 220 км/ч), выше глиссады и уклонялся вправо. Так как экипаж не знал фактических данных о ветре (направление и скорость), а также из-за ошибки командира в технике пилотирования на участке выравнивания, самолёт прошёл входной торец ВПП на высоте 40—50 метров (вместо 10—15 метров) при скорости 250 км/ч, приземление произошло в 1500 метрах от него и примерно в 1000 метрах от выходного торца на скорости 208 км/ч. Из-за водного слоя на поверхности полосы возник эффект гидроглиссирования, то есть тормоза оказались неэффективны. После пробега самолёта по полосе 780 метров, экипаж из-за сильного ливня, ограничивающего видимость, потерял своё местоположение на полосе, что в сочетании с угрозой выкатывания привело к тому, что пилоты приняли решение взлетать, не зная, что до конца полосы осталось 220 метров.
При взлётном режиме двигателей авиалайнер пробежал оставшееся расстояние по полосе, выкатился на концевую полосу безопасности, пробежал её всю и выехал на рыхлый грунт. Так как рыхлый грунт начал тормозить самолёт, а впереди имелись препятствия, то экипаж в 450 метрах от выходного торца ВПП прекратил взлёт. Продолжая следовать по инерции, Як-40 выехал за границы аэродрома и спустя 95 метров (1075 метров от ВПП) врезался правой плоскостью крыла в будку, при этом от удара часть плоскости оторвало. Продолжая движение, авиалайнер снёс два дерева, переехал шоссе, после чего выкатился на поле, перевернулся на левую плоскость крыла (её при этом оторвало), разрушился и загорелся. Произошло это в 11:22:49.
Непосредственно на месте погибли 5 пассажиров. Позже в больницах от полученных травм умерли обе стюардессы (Неонила Гореева и Ирина Колесник) и один пассажир. Таким образом, всего в катастрофе погибли 8 человек.

## Причины
Выводы комиссии:
1. Посадка самолёта в аэропорту Бердянск производилась при опасных метеоявлениях, прогноз погоды, по которому экипаж принимал решение на вылет, корректив к нему и прогноз погоды на посадку за 10:50, не оправдались.
2. Метеообеспечение и управление воздушным движением на аэродроме Бердянск организованы неудовлетворительно. Нарушение диспетчером КДП руководящих документов МГА обусловили посадку самолёта в условиях ниже минимума аэродрома, отсутствие у экипажа фактической метеоинформации и непринятие им мер по предотвращению авиационного происшествия. Начальник АМСГ не обеспечил работу техников-наблюдателей в полном составе (вместо двух работал один). По этой причине наблюдения на БПРМ в нарушение требований НМО ГА-82 не были организованы. Инженер-синоптик АМСГ при ухудшении видимости до 2000 метров и ниже не доложила диспетчеру КДП о невозможности организовать метеонаблюдения на БПРМ для повышения минимума аэродрома и не составила корректив действующего прогноза погоды, в котором не предусматривалось ухудшение видимости до 500 метров в ливневом дожде и ветер западной четверти со скоростью 8 м/с и порывами до 11 м/с.
3. Отсутствие у экипажа данных о фактическом направлении и скорости ветра при полёте по курсу и глиссаде, ошибка КВС в расчете на посадку с перелётом при большой путевой скорости привели к посадке с перелётом на 1500 метров и созданию сложной ситуации. Неправильные действия экипажа при пробеге по ВПП, покрытой атмосферными осадками (невыключение боковых двигателей, неиспользование полностью всех средств торможения) привели к переходу сложной ситуации в аварийную. Решение КВС в нарушение НПП ГА-85 и РЛЭ Як-40 на производство взлёта и вывод двигателей на взлётный режим при отсутствии необходимых условий для взлёта при ограниченной видимости привели к переходу аварийной ситуации в катастрофическую.

Также в ходе расследования комиссия выявила целый ряд нарушений в работе управления воздушным движением и АМСГ на Бердянском аэродроме, а также и в организации лётной работы в 100-м лётном отряде Запорожского объединённого авиаотряда.

Заключение: причинами катастрофы явились нарушения правил полётов экипажем, правил управления воздушным движением диспетчерами УВД и неудовлетворительный уровень организации метеообеспечения и УВД.
— 